# Dynamine postverta
Dynamine postverta is een vlindersoort uit de familie van de Nymphalidae. De wetenschappelijke naam van de soort werd in 1779 als Papilio postverta gepubliceerd door Pieter Cramer. De spanwijdte bedraagt 40 tot 44 millimeter.

## Verspreiding
De soort komt voor in het tropische en subtropische deel van het Midden- en Zuid-Amerikaanse continent en in de Caraïben (Cuba, Dominicaanse Republiek, Trinidad en Tobago en Curaçao).

## Habitat
Het leefgebied bestaat uit primair regenwoud, vochtig loofbos, grasland en landbouwgrond tot 1400 meter boven zeeniveau.

## Waardplanten
De rups leeft op Dalechampia-soorten (Euphorbiaceae).

## Ondersoorten
- D. p. postverta (Suriname, Brazilië)
- D. p. mexicana d'Almeida, 1952 (Mexico, Honduras)